# Захаров, Николай Иванович (хоккеист)
Николай Иванович Захаров (1926, Челябинск, Уральская область — 1986) — советский хоккеист, защитник, нападающий. Мастер спорта СССР (1957). Тренер.

## Биография
Воспитанник «Динамо» Челябинск.
С сезона 1949/50 — в составе челябинского «Дзержинца». За команду, именовавшуюся «Авангард» и «Трактор», провёл в чемпионате СССР 10 сезонов.
В сезоне 1960—1961 — играющий тренер «Металлурга» Челябинск, в следующих двух сезонах — старший тренер команды.
Скончался в 1986 году.